# Katie Stuart
Pour les articles homonymes, voir Stuart.
Katie Stuart est une actrice canadienne née le 22 mars 1985 à Vancouver (Canada).

## Biographie
Katie Stuart joue quelques petits rôles avant d'être reconnue dans le rôle de Cassandra dans la série Stargate SG-1. Par la suite, elle obtient l'un des rôles principaux dans la série The Crow, où elle y joue le rôle de Sarah, la jeune amie de Shelly Webster et d'Eric Draven, les deux personnages principaux de la série. Ensuite, elle obtient le rôle de Kitty Pryde dans X-Men 2. Plus tard, elle obtient un rôle important dans la série Les 100 en jouant Zoe Monroe durant les trois premières saisons.

## Filmographie
- 1996 : Le Destin de Dina (Color Me Perfect) (TV) : Susie
- 1996 : The Sentinel (série télévisée) : Gwen Angeconi (Episode 2.19)
- 1997 : Les Survivants (Survival on the Mountain) (TV) : Molly
- 1997 : Intensity (TV) : Young Chyna Shepherd
- 1997 : Les Sourdoués (Masterminds) : Melissa Randall
- 1997 : Stargate SG-1 (série télévisée) : "Cassandra" (épisodes 1.15 et 2.02)
- 1998 : Atomic Dog (TV) : Heather Yates
- 1998 : Malin comme un singe (Summer of the Monkeys) : Daisy Lee
- 1998 : The Crow ("The Crow: Stairway to Heaven") (série télévisée) : Sarah Mohr
- 1999 : Le Manoir enchanté (The Magician's House) (TV) : Mary Green
- 1999 : Le Pacte de la haine (Brotherhood of Murder) (TV) : Zillah
- 2000 : The Magician's House II (TV) : Mary Green
- 2000 : Secousses à Los Angeles (Epicenter) : Robyn Foster
- 2001 : Trapped (TV) : Tiffany Sloan
- 2001 : Speak : Angel
- 2002 : Trop jeune pour être père (Too Young to Be a Dad) (TV) : Francesca
- 2003 : X-Men 2 (X2) : Kitty Pryde
- 2003 : Les Aventuriers des mondes fantastiques (A Wrinkle in Time) de John Kent Harrison : Meg Murry
- 2003 : Dead Like Me (série télévisée) : J. Monteleone (épisode 2.13)
- 2005 : Quatre filles et un jean (The Sisterhood of the Traveling Pants) de Ken Kwapis : Bunkmate Jo
- 2005 : Il faut sauver l'ours blanc (Spirit Bear: The Simon Jackson Story) (TV) : Marcus Perdue
- 2005 : Tamara : Chloe Bowman
- 2006 : L'Homme c'est elle (She's the Man) : Maria
- 2006 : Pour sauver ma fille (Augusta, Gone) (TV) de Tim Matheson : Bridget
- 2006 : Three Moons Over Milford (en) (série télévisée) : Jada Reed
- 2007 : Exes & Ohs de Michelle Paradise : Olivia
- 2009 : The L Word (série télévisée, 2 épisodes) : Marie
- 2014 : Les 100 (The 100) (série télévisée) : Zoe Monroe
- 2018 : Altered Carbon (série télévisée) : Vidaura